# Within Silence
Within Silence (v letech 2008–2014 známá jako Rightdoor) je slovenská powermetalová hudební skupina z Košic založená v roce 2008 zpěvákem Martinem Kleinem a kytaristou Richardem Germánusem. V roce 2014 došlo ke změně názvu z Rightdoor na Within Silence a o rok později bylo vydáno debutové album Gallery of Life. To vyšlo pod švédským hudebním vydavatelstvím Ulterium Records a jeho přebal nakreslil Jan Yrlund, známý svojí prací pro skupiny jako jsou Apocalyptica nebo Korpiklaani. V rámci podpory alba se skupina mimo jiné zúčastnila evropského turné v roli předkapely Theocracy. Na podzim roku 2017 je plánováno druhé studiové album Return from the Shadows, jehož obal opět vytvořil Jan Yrlund. Na smíchání alba a masteringu se podílel Roland Grapow, bývalý kytarista skupiny Helloween.
Hudebně se skupina řadí do powermetalového žánru, vyznačuje se především silnými melodiemi a epickými aranžmá. Autory skladeb jsou zakladatelé kapely Martin Klein a kytarista Richard Germánus, texty jsou psané výhradně v angličtině. V tomto jazyce také probíhá veškerá propagace skupiny. Hudebně bývají Within Silence přirovnáváni ke kapelám jsou Sonata Arctica, Stratovarius nebo Theocracy.

## Sestava
- Martin Klein – zpěv
- Richard Germanus – kytara
- Martin Čičo – kytara
- Viktor Varga – basová kytara
- Peter Gacik – bicí

Bývalí členové
- Filip Andel – basová kytara

## Diskografie
- Gallery of Life (2015)
- Return from the Shadows (2017)